# Michel Henry
Michel Henry (født 10. januar 1922, død 3. juli 2002) var en fransk filosof og romanforfatter. Han skrev fem romaner og mange filosofiske værker.

## Værker

### Filosofiske værker
- L'Essence de la manifestation, 2 volumes, Paris, PUF, 1963 (réédition en volume, 1990).
- Philosophie et phénoménologie du corps. Essai sur l'ontologie biranienne, Paris, PUF, 1965 (réédition, 1997, avec un avertissement à la seconde édition).
- Marx. Tome I : Une Philosophie de la réalité Tome II : Une Philosophie de l'économie, Paris, Galliniard, 1976 (réédition, 991).
- Généalogie de la psychanalyse. Le Commencement perdu, Paris, PUF, 1985.
- La Barbarie, Paris, Grasset, 1987 (réédition, Paris, PUF, 2001 avec une préface inédite).
- Voir l'invisible. Sur Kandinsky, Paris, François Bourin. 1988.
- Phénoménologie matérielle, Paris, PUF, 1990.
- Du communisme au capitalisme. Théorie d'une catastrophe, Paris, Odile Jacob, 1990.
- C'est moi la vérité. Pour une philosophie du christianisme, Paris. Seuil, 1996.
- Incarnation. Une philosophie de la chair, Paris, Seuil, 2000.

### Posthume filosofiske værker
- Paroles du Christ, Paris, Seuil, 2002.
- Auto-donation. Entretiens et conférences, Paris/Montpelier, Prétentaine, 2002. Repris éd. Beauchesne 2004
- Le Bonheur de Spinoza, Paris, PUF 2003.
- Phénoménologie de la vie. 
  - Tome I: De la phénoménologie ;
  - Tome II: De la subjectivité ;
  - Tome III: De l'art et du politique ;
  - Tome IV: Ethique et religion. Paris, PUF, 2003-2004.

### Romaner
- Le jeune officier, Paris, Gallimard, 1954.
- L'Amour les yeux fermés, Paris, Gallimard, 1976 ( Prix Renaudot)
- Le Fils du roi, Paris, Gallimard, 1981.
- Le Cadavre indiscret, Paris, Albin Michel, 1996